# 대일경

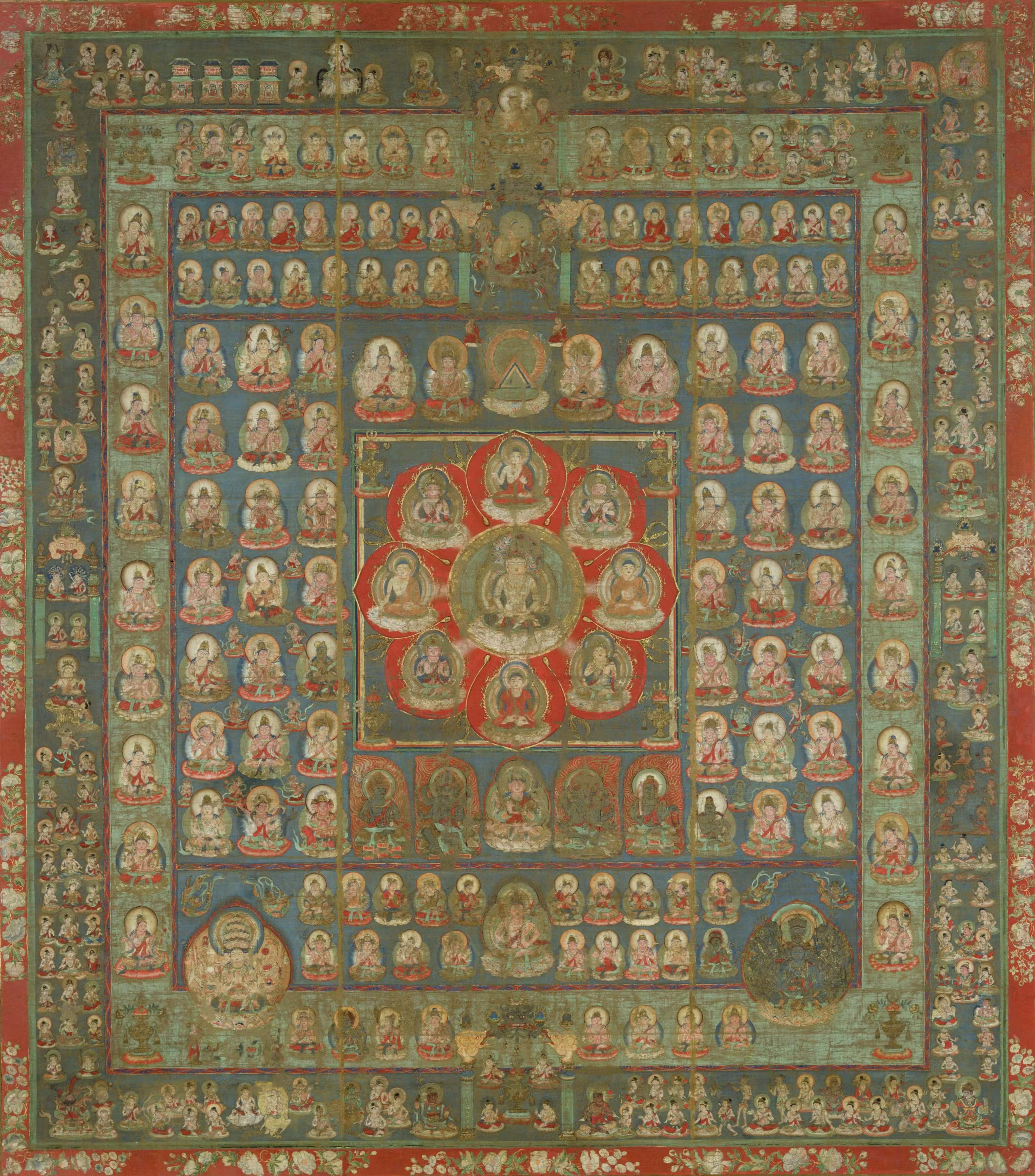
태장계 만다라: 가운데에 여덟 개의 연꽃 잎이 있는 원이 있는데 이 원의 중심부에 대일여래가 있으며 각 연꽃 잎에도 한 명의 부처 또는 보살이 있다

《대일경(大日經)》은 불교의 밀교의 경전이다. 정확한 명칭은 《대비로자나성불신변가지경(大毘盧舍那成佛神變加持經)》이다. 경명의 뜻은 "대일여래(大日如來: 비로자나불)가 성불(成佛)하여 신묘한 변화를 나타내고 가지(加持: 부처의 대자대비한 힘의 가호를 통해 중생을 부처와 일체가 되는 경지로 이끄는 것)를 행하는 경"이다.
《대일경》은 7세기 중엽 서부 인도에서 성립되었다고 하는데 산스크리트어 원본은 존재하지 않으며 선무외(善無畏: 637~735)의 한역과 9세기 초엽에 인도의 승려 시렌드라 보디와 티베트의 번역관 페르체크의 공역에 의한 티베트어 역본이 있다.
진언 밀교(眞言密敎)의 근본성전 가운데 하나로서 《금강정경(金剛頂經)》과 함께 양부(兩部)의 대경(大經)으로서 숭상되고 태장계 만다라(胎藏界曼茶羅: 부처의 자비심을 어머니의 모태에 비유한 그림)가 성립하는 사상적 근거가 되었다.
한역본은 7권 36품으로 되어 있는데 그 중 앞의 6권 31품이 《대일경》의 원본으로, 당나라의 학승(學僧) 무행(無行)이 인도에 가서 입수한 것이고, 32품 이하의 제7권은 선무외(善無畏)가 가져와서 번역하여 합본(合本)했다고 한다.
내용은 제1품은 교상(敎相: 밀교의 교의)을, 제2품에서 31품까지는 사상(事相: 밀교 의례의 실천)을, 마지막 32품에서 36품까지는 공양(供養)에 관한 규정을 서술하고 있다.

## 참고 문헌
- 이 문서에는 다음커뮤니케이션(현 카카오)에서 GFDL 또는 CC-SA 라이선스로 배포한 글로벌 세계대백과사전의 내용을 기초로 작성된 글이 포함되어 있습니다.